# Воробецкая
Воробе́цкая — сельский населённый пункт (станция) в Великолукском районе Псковской области России. Входит в состав Переслегинской волости.

## География
Расположена на северо-западе района, в 5 км к западу от райцентра Великие Луки и в 8 км к югу от волостного центра Переслегино. Находится на участке железной дороги Великие Луки — Новосокольники — Пустошка — Идрица — Себеж.  Собственно железнодорожный разъезд (станция) Воробецкая находится на западе населённого пункта-станции.

## Население
| 2001 | 2002 | 2010 |
| ---- | ---- | ---- |
| 53   | ↗127 | ↘74  |

Численность населения деревни по состоянию на начало 2001 года составила 53 жителя.